# King (Fleshgod Apocalypse)
King è il quarto album del gruppo musicale technical death metal Symphonic metal italiano Fleshgod Apocalypse, pubblicato nel 2016 e registrato a Roma nel 16th Cellar Studio tra settembre e ottobre 2015.

## Tracce
1. Marche Royale – 1:57
2. In Aeternum – 5:25
3. Healing Through War – 4:43
4. The Fool – 4:06
5. Cold As Perfection – 6:31
6. Mitra – 3:49
7. Paramour (Die Leidenschaft Bringt Leiden) – 3:42
8. And The Vulture Beholds – 5:12
9. Gravity – 5:12
10. A Milion Deaths – 5:27
11. Syphilis – 7:22
12. King – 3:59

## Formazione
- Tommaso Riccardi – voce, chitarra (2009–presente)
- Cristiano Trionfera – chitarra, cori (2007–presente)
- Paolo Rossi – basso, voce (2007–presente)
- Francesco Ferrini – pianoforte (2010–presente)
- Francesco Paoli – batteria, chitarra, cori (2007–presente)

Altri musicisti
- Veronica Bordacchini – voce soprano nelle tracce 5, 7 e 11